# Adam Sosnowski (dziennikarz)
Adam Sosnowski (ur. 1988 w Krakowie) – polski autor książek, doktor nauk humanistycznych i tłumacz.
Urodził się w 1988 w Krakowie, gdzie w 2012 r. ukończył studia filologii germańskiej na Uniwersytecie Jagiellońskim. Od 2008 r. współpracował z „Dziennikiem Polskim”, od 2013 r. również z „Gazetą Polską Codziennie” i „Gazetą Polską”. Jest także korespondentem szwajcarskiego tygodnika "Weltwoche" oraz redaktorem prowadzącym miesięcznika „Wpis”.
Sosnowski jest autorem książek i tłumaczem kilkunastu pozycji z języka polskiego na niemiecki. Jest laureatem nagrody „Książki Miesiąca” rozdawanej przez Magazyn Literacki „Książki” oraz Bibliotekę Narodową za publikacje Pamiętnik konklawe oraz Franciszek. Prawdziwa historia życia. W grudniu 2017 r. pod redakcją Sosnowskiego ukazała się książka Karol Wojtyła. Noc Wigilijna, w której zostały odkryte, zebrane i zredagowane wcześniej nieznane przemówienia kard. Karola Wojtyły, późniejszego papieża Jana Pawła II, z lat 70. XX w. Za pracę nad tą książką została mu przyznana nagroda Książki Roku 2017.
W 2023 r. na Uniwersytecie Jagiellońskim obronił dysertację pt. „Obraz Polski i Polaków w twórczości Martina Pollacka. Między sprawozdaniem a fikcją” uzyskując stopień doktora nauk humanistycznych. Dwa lata później monografia ukazała się również w formie książki.
W 2025 r. napisał jedną z pierwszych na świecie biografii nowego papieża Leona XIV. Relacje Sosnowskiego wokół konklawe za pośrednictwem platformy YouTube śledziło kilkaset tysięcy osób.

## Wybór dzieł

### Jako autor
- Bieg życia Justyny (z Andrzejem Stanowskim), Wydawnictwo Biały Kruk, Kraków 2010, ISBN 978-83-7553-083-4.
- Zuzanna Kurtyka: Sumienie i Polityka, Wydawnictwo Biały Kruk, Kraków 2011, ISBN 978-83-7553-121-3.
- Pamiętnik Konklawe 2013, Wydawnictwo Biały Kruk, Kraków 2013, ISBN 978-83-7553-147-3.
- Franciszek. Prawdziwa historia życia, Wydawnictwo Biały Kruk, Kraków 2014, ISBN 978-83-7553-155-8.
- Polskość jest przywilejem, Wydawnictwo Biały Kruk, Kraków 2016, ISBN 978-83-7553-219-7.
- Karol Wojtyła. Noc Wigilijna (redakcja i opracowanie), Wydawnictwo Biały Kruk, Kraków 2017, ISBN 978-83-7553-238-8.
- Chluba i zguba. Antologia najnowszej publicystyki patriotycznej, Wydawnictwo Biały Kruk, Kraków 2020, ISBN 978-83-7553-307-1.
- Leon XIV. Biografia ilustrowana, Wydawnictwo Biały Kruk, Kraków 2025, ISBN 978-83-7553-432-0.
- Das Polenbild im Werk von Martin Pollack Zwischen Berichterstattung und Fiktion, Peter Lang Verlag, Berlin, Bruksela, Nowy Jork, Oxford 2025, ISBN  978-36-3192-132-6.

### Jako tłumacz (wybór)
- Władysław Bartoszewski, Abandoned heros of the Warsaw Uprising (Opuszczeni Bohaterowie Powstania Warszawskiego), Kraków: Biały Kruk, (2008) ISBN 978-83-7553-022-3, ISBN 83-7553-022-0.
- Władysław Bartoszewski, Verlassene Helden des Warschauer Aufstands (Opuszczeni Bohaterowie Powstania Warszawskiego), Kraków: Biały Kruk, (2008) ISBN 978-83-7553-023-0, ISBN 83-7553-023-9.
- Śladami Chrystusa (2007)
- Częstochowa. Jasna Góra (2009)
- Chwała Grunwaldu (2010)
- Waldemar Bzura, Warmia i Mazury, Kraków: Biały Kruk, (2011) ISBN 978-83-7553-084-1.
- Polska. Panoramy (2011)
- Łagiewniki. Szansa dla Świata (2012)
- Tausendjähriges Krakau (Tysiącletni Kraków), Wydawnictwo Biały Kruk, Kraków 2014, ISBN 978-83-7553-163-3.
- Die Apostel der Göttlichen Barmherzigkeit (Apostołowie Bożego Miłosierdzia), Wydawnictwo Biały Kruk, Kraków 2016, ISBN 978-83-7553-206-7.

## Nagrody
- Książka Miesiąca za publikację Pamiętnik konklawe (2013)
- Książka Miesiąca za publikację Franciszek. Prawdziwa historia życia (2014)
- Książka Roku za publikację Karol Wojtyła. Noc Wigilijna (2017)
- Mały Feniks za redakcję miesięcznika „Wpis” (2018)[10]